# Kurt Neuner

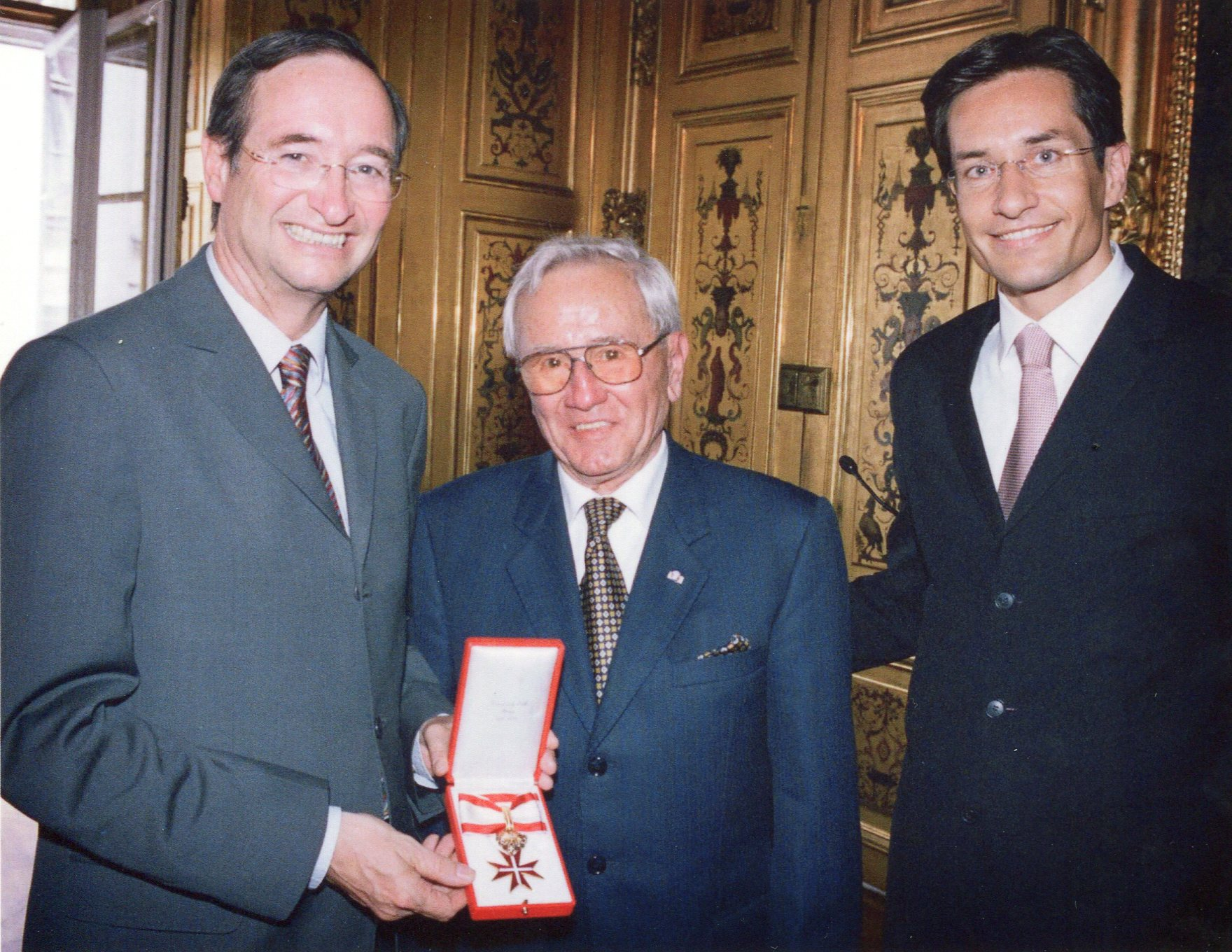
Kurt Neuner, Träger des Großen Goldenen Ehrenzeichens für Verdienste um die Republik Österreich.

Kurt Neuner (* 26. Juni 1925 in Marchegg; † 26. September 2015 in Klosterneuburg) war ein österreichischer Politiker der ÖVP.

## Biografie
Nach dem Besuch der Volksschule in Marchegg von 1931 bis 1935 sowie anschließend des Gymnasiums in Wien von 1935 bis 1943 befand er sich zunächst zwei Jahre im Militärdienst. Am 19. Januar 1943 beantragte er die Aufnahme in die NSDAP und wurde zum 20. April desselben Jahres aufgenommen (Mitgliedsnummer 9.518.130). Nach dem Ende des Zweiten Weltkrieges studierte er erst von 1945 bis 1948 Rechtswissenschaften an der Universität Wien. Nach dem Ende des Studiums war er von 1948 bis 1955 Beamter des Höheren Finanzdienstes. Während dieser Zeit absolvierte er zwischen 1949 und 1951 ein Postgraduiertenstudium der Staatswissenschaften an der Universität Wien. In diese Zeit fiel auch seine Promotion. Nach seinem Ausscheiden aus dem Höheren Finanzdienst wurde er 1955 Steuerberater sowie zugleich ab 1957 Wirtschaftsprüfer.
Seine politische Laufbahn begann Neuner am 14. Dezember 1962, als er als Kandidat der Österreichischen Volkspartei (ÖVP) erstmals zum Abgeordneten des Nationalrates gewählt wurde. Zwischen April 1966 und Juni 1970 war er Mitglied des Bundesrates. Von März 1970 bis November 1975 war er erneut Abgeordneter des Nationalrates während der Zwölften und der Dreizehnten Gesetzgebungsperiode.
Während dieser Zeit war er auch von 1969 bis 1988 Stellvertretender Obmann der Landesgruppe Wien des Österreichischen Wirtschaftsbundes (ÖWB). Von Juni 1970 bis November 1971 war er darüber hinaus Bundesobmann der Vereinigung der Wirtschaftstreuhänder (VWT). 1976 wurde ihm der Titel eines Professors verliehen. Zuletzt wurde er 1984 Finanzreferent des ÖWB und hatte dadurch auch Einfluss auf die Vergabe von Positionen innerhalb von Gesellschaften der Volkspartei.

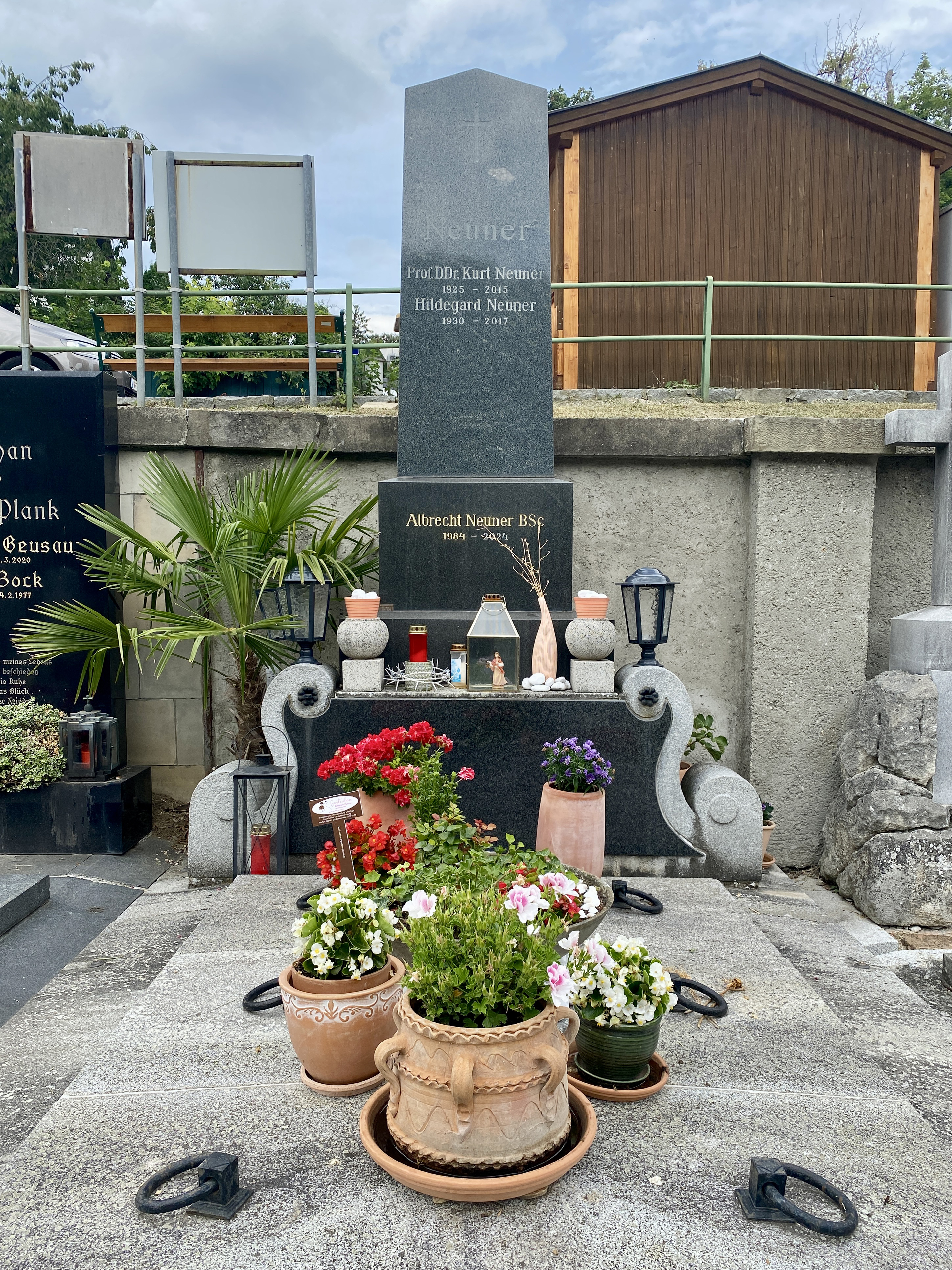
Grab von Kurt Neuner

Kurt Neuner wurde auf dem Weidlinger Friedhof in Klosterneuburg bestattet.

## Auszeichnungen
- 2004: Großes Goldenes Ehrenzeichen für Verdienste um die Republik Österreich[6]

## Veröffentlichungen
Neuner gab auch einige fachwissenschaftliche Veröffentlichungen heraus, zum Beispiel:
- Kurt Neuner: Stille Gesellschaft im Abgabenrecht. 4., überarbeitete und erweiterte Auflage, Wien 1998.
- Kurt Neuner, Pipin Henzl, Michael Neuner: Verteidiger-Handbuch zum finanzbehördlichen Strafverfahren. Wien 1989